# Граншюц
Граншюц (нем. Granschütz) — деревня в Германии, в земле Саксония-Анхальт. Входит в состав города Хоэнмёльзен района Бургенланд.
Население составляет 1146 человек (на 31 декабря 2006 года). Занимает площадь 6,52 км².
До 31 декабря 2009 года Граншюц имел статус общины (коммуны). 1 января 2010 года вместе с общиной Тауха вошёл в состав города Хоэнмёльзена.

## Достопримечательности
Церковь, построенная в 1898 году в неоготическом стиле.